# Margaret Windsor

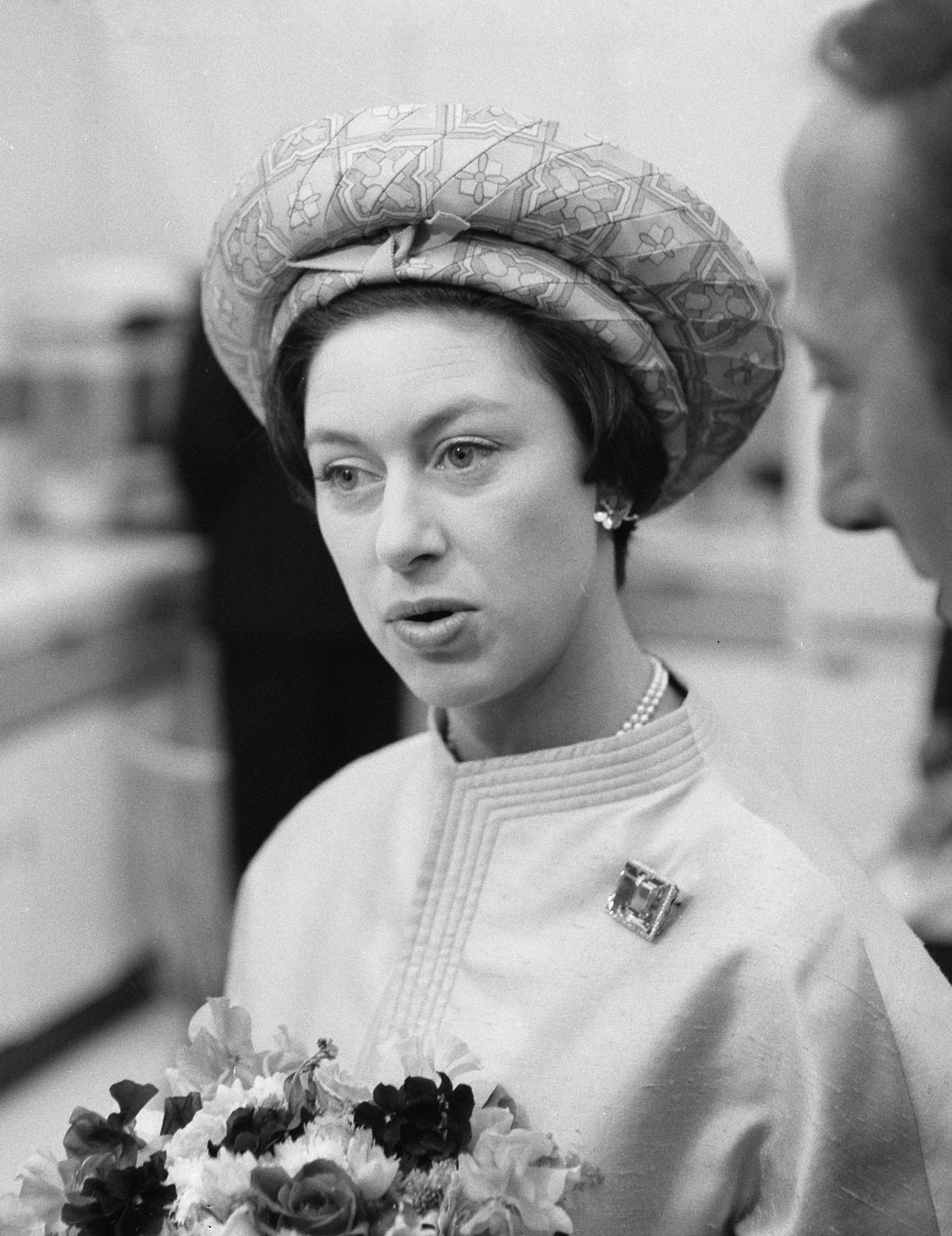
Margaret Windsor in 1965

Prinses Margaret Rose, Gravin van Snowdon (Glamis Castle, Schotland, 21 augustus 1930 – Londen, 9 februari 2002) was de tweede dochter en het tweede kind van de toenmalige hertog en hertogin van York (later koning George VI en koningin Elizabeth) en de jongere zus van de latere koningin Elizabeth II. Ze was de tante van de huidige koning Charles III.

## Leven

### Jeugd
Margaret Rose werd geboren op 21 augustus 1930 te Glamis Castle in Schotland. Vanaf haar geboorte kreeg Margaret het predicaat Koninklijke Hoogheid. Toen ze geboren werd, was zij vierde in lijn van de troonopvolging. Ze was het eerste lid van de Britse koninklijke familie dat in Schotland geboren was sinds koning Karel I van Engeland. Haar vader was prins Albert, de hertog van York, de latere koning George VI van het Verenigd Koninkrijk en keizer van India. Haar moeder was prinses Elizabeth, de hertogin van York, geboren als Elizabeth Bowes-Lyon, een dochter van Claude Bowes-Lyon en Cecilia Cavendish-Bentinck.
Eigenlijk wilde haar moeder de naam Ann Margaret geven aan haar tweede dochter. Ze vond Ann een mooie naam en vond Ann of York mooi staan. Ook vond ze Elizabeth en Ann prettig klinken. De toenmalige koning was het niet eens met de keuze. Hij ging wel akkoord met de namen Margaret Rose.
Ze werd gedoopt op 30 oktober 1930 in de privékapel van Buckingham Palace door Cosmo Lang, de aartsbisschop van Canterbury. Haar meters en peters waren: Edward, de Prince of Wales (hij werd vertegenwoordigd door prins George, hertog van Kent), kroonprinses Ingrid van Denemarken, een nicht van haar vader (zij werd vertegenwoordigd door lady Patricia Ramsay), een tante van haar vader prinses Victoria Alexandra, haar tante aan moederskant lady Rose Leveson-Gower, gravin van Granville, en haar oom aan moederskant David Bowes-Lyon.

### Liefdesleven
In de jaren vijftig kreeg zij een relatie met RAF-piloot Peter Townsend. Omdat Townsend gescheiden was, kreeg Margaret geen toestemming om met hem te trouwen.
Op 6 mei 1960 trad zij in het huwelijk met de fotograaf Antony Armstrong-Jones. Zij besloot echter pas met hem te trouwen op de dag dat ze een brief kreeg van Peter Townsend, waarin hij haar vertelde over zijn eigen trouwplannen. Armstrong-Jones kreeg vlak voor de geboorte van het eerste kind van het paar de titel Lord Snowdon.
In 1978 werd het huwelijk van Margaret en lord Snowdon ontbonden. Het paar kreeg twee kinderen:
- David, 2e graaf van Snowdon (3 november 1961), getrouwd met Serena Stanhope.
  - Het paar heeft twee kinderen: zoon Charles (1 juli 1999) en dochter Margarita (14 mei 2002).
- Sarah, Lady Armstrong-Jones (1 mei 1964), getrouwd met Daniel Chatto.
  - Het paar heeft twee zonen: Samuel (28 juli 1996) en Arthur (5 februari 1999).

### Overlijden
Margaret kampte al jaren met een slechte gezondheid. Net als haar vader was zij een kettingroker. Zo werd in 1985 een gedeelte van haar linker long verwijderd. Op 9 februari 2002 overleed Margaret in het King Edward VII Hospital in Londen op 71-jarige leeftijd. Op 15 februari 2002, exact vijftig jaar na de bijzetting van haar vader, werd haar as bijgezet in de grafkelder van de St George's Chapel bij Windsor Castle. 
Haar moeder overleed een maand later, op 30 maart, op 101-jarige leeftijd. Haar ex-man Antony Armstrong-Jones overleed in 2017.

## Trivia
Haar koosnaam binnen de familie was Margot.

## Stamboom
| Margaret Windsor (1930-2002)                                           | Margaret Windsor (1930-2002)                                                                   | Margaret Windsor (1930-2002)                                                                   | Margaret Windsor (1930-2002)                                                              | Margaret Windsor (1930-2002)                                                              | Margaret Windsor (1930-2002)                                                              | Margaret Windsor (1930-2002)                                                              | Margaret Windsor (1930-2002)                                                              | Margaret Windsor (1930-2002)                                                              |
| ---------------------------------------------------------------------- | ---------------------------------------------------------------------------------------------- | ---------------------------------------------------------------------------------------------- | ----------------------------------------------------------------------------------------- | ----------------------------------------------------------------------------------------- | ----------------------------------------------------------------------------------------- | ----------------------------------------------------------------------------------------- | ----------------------------------------------------------------------------------------- | ----------------------------------------------------------------------------------------- |
| Overgrootouders                                                        | Edward VII van het Verenigd Koninkrijk (1841-1910) ∞ 1863 Alexandra van Denemarken (1844-1925) | Edward VII van het Verenigd Koninkrijk (1841-1910) ∞ 1863 Alexandra van Denemarken (1844-1925) | Frans van Teck (1837-1900) ∞ 1866 Maria Adelheid van Cambridge (1833-1897)                | Frans van Teck (1837-1900) ∞ 1866 Maria Adelheid van Cambridge (1833-1897)                | Claude Bowes-Lyon (1824-1904) ∞ 1853 Frances Smith (1832-1922)                            | Claude Bowes-Lyon (1824-1904) ∞ 1853 Frances Smith (1832-1922)                            | Charles Cavendish-Bentinck (1817-1865) ∞ 1859 Louisa Burnaby (1832-1918)                  | Charles Cavendish-Bentinck (1817-1865) ∞ 1859 Louisa Burnaby (1832-1918)                  |
| Grootouders                                                            | George V van het Verenigd Koninkrijk (1865-1936) ∞ 1893 Mary van Teck (1867-1953)              | George V van het Verenigd Koninkrijk (1865-1936) ∞ 1893 Mary van Teck (1867-1953)              | George V van het Verenigd Koninkrijk (1865-1936) ∞ 1893 Mary van Teck (1867-1953)         | George V van het Verenigd Koninkrijk (1865-1936) ∞ 1893 Mary van Teck (1867-1953)         | Claude Bowes-Lyon (1855-1944) ∞ 1881 Cecilia Cavendish-Bentinck (1862-1938)               | Claude Bowes-Lyon (1855-1944) ∞ 1881 Cecilia Cavendish-Bentinck (1862-1938)               | Claude Bowes-Lyon (1855-1944) ∞ 1881 Cecilia Cavendish-Bentinck (1862-1938)               | Claude Bowes-Lyon (1855-1944) ∞ 1881 Cecilia Cavendish-Bentinck (1862-1938)               |
| Ouders                                                                 | George VI van het Verenigd Koninkrijk (1895-1952) ∞ 1923 Elizabeth Bowes-Lyon (1900-2002)      | George VI van het Verenigd Koninkrijk (1895-1952) ∞ 1923 Elizabeth Bowes-Lyon (1900-2002)      | George VI van het Verenigd Koninkrijk (1895-1952) ∞ 1923 Elizabeth Bowes-Lyon (1900-2002) | George VI van het Verenigd Koninkrijk (1895-1952) ∞ 1923 Elizabeth Bowes-Lyon (1900-2002) | George VI van het Verenigd Koninkrijk (1895-1952) ∞ 1923 Elizabeth Bowes-Lyon (1900-2002) | George VI van het Verenigd Koninkrijk (1895-1952) ∞ 1923 Elizabeth Bowes-Lyon (1900-2002) | George VI van het Verenigd Koninkrijk (1895-1952) ∞ 1923 Elizabeth Bowes-Lyon (1900-2002) | George VI van het Verenigd Koninkrijk (1895-1952) ∞ 1923 Elizabeth Bowes-Lyon (1900-2002) |
| Margaret Windsor (1930-2002) ∞ 1960 Antony Armstrong-Jones (1930-2017) |                                                                                                |                                                                                                |                                                                                           |                                                                                           |                                                                                           |                                                                                           |                                                                                           |                                                                                           |
| Kinderen                                                               | David (1961) ∞ 1993 Serena Alleyne Stanhope (1970)                                             | David (1961) ∞ 1993 Serena Alleyne Stanhope (1970)                                             | David (1961) ∞ 1993 Serena Alleyne Stanhope (1970)                                        | David (1961) ∞ 1993 Serena Alleyne Stanhope (1970)                                        | Sarah (1964) ∞ 1994 Daniel Chatto (1957)                                                  | Sarah (1964) ∞ 1994 Daniel Chatto (1957)                                                  | Sarah (1964) ∞ 1994 Daniel Chatto (1957)                                                  | Sarah (1964) ∞ 1994 Daniel Chatto (1957)                                                  |
| Kleinkinderen                                                          | Charles (1999)                                                                                 | Charles (1999)                                                                                 | Margarita (2002)                                                                          | Margarita (2002)                                                                          | Samuel (1996)                                                                             | Samuel (1996)                                                                             | Arthur (1999)                                                                             | Arthur (1999)                                                                             |

- Bibliothèque nationale de France: cb123184962 (data)
- Catàleg d'autoritats de noms i títols de Catalunya: 981058620155706706
- Gemeinsame Normdatei: 118640895
- International Standard Name Identifier: 0000 0000 7375 2765
- Library of Congress Control Number: n80056908
- Nationale Bibliotheek van Letland: 000123091
- MusicBrainz: 49009cf4-aa48-4523-af7d-9196ee81889e
- National Archives and Records Administration: 10581032
- Nationale Bibliotheek van Tsjechië: jn20000701150
- Nationale Bibliotheek van Israël: 987007576777905171
- Nationale Bibliotheek van Polen: a0000001183323
- Nederlandse Thesaurus van Auteursnamen: 069533172
- SNAC: w6tr6qmw
- Système universitaire de documentation: 032087217
- Museum of New Zealand Te Papa Tongarewa: 36763
- Trove: 873813
- Virtual International Authority File: 67258912
- WorldCat: E39PBJrcmKxK6fTYRJFb6xfDv3